# Morti nel 1532
| Questa pagina contiene informazioni ricavate automaticamente dalle voci biografiche con l'ausilio del template Bio e di un bot. L'aggiornamento è periodico e automatico e ricostruisce completamente la pagina. Se manca una persona in questa lista, sei pregato di non aggiungerla, ma accertati piuttosto che la sua voce biografica contenga il template Bio e che i dati anagrafici siano correttamente compilati. Se il template Bio manca, inseriscilo tu stesso o, in alternativa, metti l'avviso {{tmp\|Bio}} che ne segnala la mancanza. Se i dati riportati sono sbagliati, correggi direttamente la voce biografica; le modifiche saranno visibili in questa lista entro pochi giorni. Per chiarimenti vedi il progetto biografie. La lista contiene solo le 54 persone che sono citate nell'enciclopedia e per le quali è stato implementato correttamente il template Bio. Pagina aggiornata al 18 giu 2025. |

## Gennaio(2)
- 14 gennaio - Gabrio Medici, condottiero italiano (n. 1509)
- 30 gennaio - Ludovico di Canossa, vescovo cattolico italiano (n. 1475)

## Febbraio(2)
- 3 febbraio - Accorsino da Lodi, condottiero italiano
- 19 febbraio - Enrico di Brunswick-Lüneburg, nobile tedesco (n. 1468)

## Marzo(2)
- 1º marzo - Roberto Ambrogio Sanseverino, generale italiano (n. 1500)
- 27 marzo - Giovanni II di Opole, nobile polacco

## Aprile(2)
- 14 aprile - Agostino Grimaldi, arcivescovo cattolico monegasco
- 15 aprile - Michael Gaismair, politico e rivoluzionario austriaco (n. 1490)

## Maggio(2)
- 11 maggio - Elizabeth Stafford, nobile inglese (n. 1479)
- 14 maggio - Erich von Braunschweig-Grubenhagen, vescovo cattolico e militare tedesco (n. 1478)

## Giugno(2)
- 22 giugno - William Spencer, politico e nobile inglese (n. 1496)
- 28 giugno - Pompeo Colonna, cardinale italiano (n. 1479)

## Luglio(2)
- 8 luglio - Andrea Briosco, scultore italiano (n. 1470)
- 15 luglio - Pasquino Corso, condottiero italiano

## Agosto(4)
- 16 agosto - Giovanni di Sassonia, principe (n. 1468)
- 19 agosto - Caritas Pirckheimer, religiosa e umanista tedesca (n. 1467)
- 22 agosto - William Warham, arcivescovo inglese
- 29 agosto - Martin Chambiges, architetto francese (n. 1460)

## Settembre(2)
- 18 settembre - Vlad VII Înecatul, principe
- 20 settembre - Giacomo di Braganza, nobile portoghese (n. 1479)

## Ottobre(2)
- 1º ottobre - Jan Gossaert, pittore fiammingo (n. 1478)
- 26 ottobre - Paolo Cappello, politico e generale italiano (n. 1452)

## Novembre(4)
- 12 novembre - Egidio da Viterbo, umanista, filosofo e cardinale italiano (n. 1469)
- 13 novembre - Luis de Cardona, arcivescovo cattolico spagnolo (n. 1488)
- 17 novembre - Tullio Lombardo, scultore e architetto italiano
- 20 novembre - Alessandro Bentivoglio, nobile e condottiero italiano (n. 1474)

## Dicembre(5)
- 2 dicembre - Luigi Gonzaga "Rodomonte", conte italiano (n. 1500)
- 3 dicembre - Luigi II del Palatinato-Zweibrücken, nobile tedesco (n. 1502)
- 8 dicembre - Giovanni Antonio De Lagaia, pittore svizzero
- 11 dicembre - Pietro Accolti, cardinale e vescovo cattolico italiano (n. 1455)
- 13 dicembre - Shlomo Molcho, rabbino e mistico portoghese (n. 1500)

## Senza giorno specificato(23)
- Guglielmo Albimonte, condottiero italiano (n. 1476)
- Giovanni Battista Bonciani, vescovo cattolico italiano (n. 1457)
- Antonio Boselli, pittore italiano
- Giovanni Andrea De Magistris, pittore italiano (n. 1460)
- Giovanni Battista Della Palla, politico italiano (n. 1489)
- Benvenuto della Volpaia, orologiaio italiano (n. 1486)
- Nicolas Dipre, pittore francese
- Ludwig Krug, orafo, incisore e scultore tedesco
- Hernando de Luque, presbitero spagnolo
- Ramberto Novello Malatesta, condottiero italiano (n. 1475)
- Margherita Maloselli Cantelmo, nobile italiana (n. 1474)
- Piri Mehmed Pascià, politico ottomano (n. 1465)
- Alessandro Minuziano, editore italiano (n. 1450)
- Paride da Ceresara, umanista, poeta e astrologo italiano (n. 1466)
- Niccolò Pelliccione, condottiero italiano
- Bernardino Luini, pittore italiano
- Teodoro Trivulzio, militare italiano (n. 1458)
- Ugo da Carpi, incisore italiano (n. 1470)
- Alfonso de Valdés, teologo e scrittore spagnolo (n. 1490)
- Francesco Zaganelli, pittore italiano
- Cristóvão de Mendonça, nobile e esploratore portoghese (n. 1475)
- Frederic de Santcliment, nobile e politico spagnolo (n. 1488)
- Jacopino Scipioni, pittore italiano (n. 1470)